# COROT-1
COROT-1 (CoRoT-Exo-1) — звезда, которая находится в созвездии Единорога на расстоянии около 1560 световых лет от нас. Вокруг звезды обращается, как минимум, одна планета.

## Характеристики
COROT-1 является солнцеподобной звездой: она принадлежит к классу жёлтых карликов главной последовательности. Её масса и диаметр равны 0,95 и 1,11 солнечных соответственно. Температура поверхности составляет приблизительно 5950 кельвинов. Звезда получила своё наименование в честь космического телескопа COROT, с помощью которого у неё был открыт планетарный компаньон.

## Планетная система
В 2008 году группой астрономов, работающих в рамках программы COROT, было объявлено об открытии планеты COROT-1 b в данной системе. Это было первое подобное открытие, совершённое с помощью телескопа COROT. Планета относится к классу горячих юпитеров: имея массу и радиус, близкие к Юпитеру, она обращается очень близко к родительской звезде — на расстоянии около 0,02 а. е. Благодаря такому расположению, вполне вероятно, что верхние слои атмосферы планеты могут испаряться в открытый космос.